# إنديانابوليس 500 سنة 1946
سباق إنديانا بوليس -500 ميل 1946 أقيم في حلبة إنديانابوليس موتور سبيدواي في 30 مايو 1946 وفاز في السباق جورج روبسون من فريق ثورن انجريننج بمتوسط سرعة 114.820 ميل/س (184.785 كم/س).
وكان أول المنطلقين كليف برجير بسرعة 126.471 ميل/س (203.535 كم/س).